# Canton, Texas
Canton är en stad i den amerikanska delstaten Texas med en yta av 14,6 km² och en folkmängd som uppgår till 3 292 invånare (2000). Canton är administrativ huvudort i Van Zandt County.